# ダニエル・ポンセデレオン
ダニエル・ポンセデレオン（Daniel Ponce de Leon, 1992年1月16日 - ）は、アメリカ合衆国カリフォルニア州ロサンゼルス郡ラ・ミラダ出身のプロ野球選手（投手）。右投右打。MLBのシカゴ・ホワイトソックス傘下所属。

## 経歴

### プロ入り前
ラ・ミラダ高等学校在学中の2010年、MLBドラフト24巡目（全体731位）でタンパベイ・レイズから指名されたが契約を結ばず、アリゾナ大学に進学し大学野球に参加した。
アリゾナ大学初年度の2011年に3イニングだけ投げ、翌2012年にサイプレス大学に転校した。2012年はMLBドラフト38巡目（全体1162位）シンシナティ・レッズから指名されたがここでも契約を結ばず、翌2013年にヒューストン大学へ転入した。
2013年はMLBドラフト14巡目（全体408位）でシカゴ・カブスから指名され契約を結んだが、身体検査で肘の神経に問題があるとされ、ヒューストン大学に戻ることにした。全米大学体育協会はヒューストン大学に戻ることはできないと判断し、ポンセデレオンはエンブリー・リドル航空大学へ転校した。

### プロ入りとカージナルス時代
2014年のMLBドラフト9巡目（全体285位）でセントルイス・カージナルスから指名され、契約を結んだ。契約後の6月20日にカージナルス傘下のA-級ステート・カレッジ・スパイクスでプロデビュー。この年はA-級で12登板（10先発）し、防御率2.44を記録した。
2015年はA級ピオリア・チーフスでシーズン開幕を迎え、13先発・防御率2.47を記録。7月にA+級パームビーチ・カージナルスに昇格して、7登板（6先発）・防御率1.49を記録した。
2016年はAA級スプリングフィールド・カージナルスでシーズン開幕を迎え、27先発・防御率3.52を記録した。
2017年はAAA級メンフィス・レッドバーズでシーズン開幕を迎え、6先発・防御率2.17を記録した。同シーズン中最後の登板となった5月9日のアイオワ・カブスとの試合中、ビクター・カラティーニのライナー性の打球が頭部を直撃し、頭蓋骨骨折と急性硬膜下血腫を受傷。緊急手術となり、2週間集中治療室で治療を行った。手術から3週間後に退院したが、シーズンの残りは全休となった。
2018年のスプリングトレーニングでケガから復帰し、チームに合流した。シーズン開幕はAAA級メンフィスで迎えた。6月11日にメジャー昇格を果たしたものの、登板せずAAA級メンフィスに戻された。7月23日に再びメジャー昇格し、同日のレッズ戦でメジャー初登板・初先発。この試合では7.0回を投げて無安打・無失点の内容であったが、チームは9回に逆転負けとなり勝利投手とはならなかった。
2019年は13試合（うち先発8）、2020年は9試合（うち先発8）に登板し、それぞれ1勝を挙げた。
2021年は主にリリーフとして24試合に登板したが、防御率6点台と成績が悪化し、9月20日にDFAとなり、23日に自由契約となった。

### エンゼルス傘下時代
2022年1月24日にロサンゼルス・エンゼルスとマイナー契約を結び、スプリングトレーニングに招待選手として参加したが、4月3日に自由契約となった。

### マリナーズ傘下時代
2022年4月9日にシアトル・マリナーズとマイナー契約を結んだ。開幕はAAA級タコマ・レイニアーズで迎え、16試合に先発登板したが、5勝8敗、防御率7.95という成績に終わり、7月17日に自由契約となった。

### ナショナルズ傘下時代
2022年7月22日にワシントン・ナショナルズとマイナー契約を結んだ。AAA級ロチェスター・レッドウィングスで7試合に先発登板し、1勝3敗、防御率5.65を記録した。9月5日に自由契約となった。

### タイガース傘下時代
2022年9月9日にデトロイト・タイガースとマイナー契約を結んだ。AAA級トレド・マッドヘンズで3試合に先発登板し、3勝0敗、防御率1.69を記録した。11月10日にFAとなった。

### ホワイトソックス傘下時代
2023年4月12日にシカゴ・ホワイトソックスとマイナー契約を結んだ。

## 詳細情報

### 年度別投手成績
| 年 度    | 球 団    | 登 板 | 先 発 | 完 投 | 完 封 | 無 四 球 | 勝 利 | 敗 戦 | セ 丨 ブ | ホ 丨 ル ド | 勝 率 | 打 者 | 投 球 回 | 被 安 打 | 被 本 塁 打 | 与 四 球 | 敬 遠 | 与 死 球 | 奪 三 振 | 暴 投 | ボ 丨 ク | 失 点 | 自 責 点 | 防 御 率 | W H I P |
| -------- | -------- | ----- | ----- | ----- | ----- | -------- | ----- | ----- | -------- | ----------- | ----- | ----- | -------- | -------- | ----------- | -------- | ----- | -------- | -------- | ----- | -------- | ----- | -------- | -------- | ------- |
| 2018     | STL      | 11    | 4     | 0     | 0     | 0        | 0     | 2     | 1        | 0           | .000  | 132   | 33.0     | 24       | 2           | 13       | 0     | 1        | 31       | 0     | 0        | 10    | 10       | 2.73     | 1.12    |
| 2019     | STL      | 13    | 8     | 0     | 0     | 0        | 1     | 2     | 0        | 0           | .333  | 203   | 48.2     | 36       | 6           | 26       | 3     | 2        | 52       | 2     | 0        | 21    | 20       | 3.70     | 1.27    |
| 2020     | STL      | 9     | 8     | 0     | 0     | 0        | 1     | 3     | 0        | 0           | .250  | 143   | 32.2     | 23       | 8           | 20       | 0     | 2        | 45       | 0     | 0        | 18    | 18       | 4.96     | 1.32    |
| 2021     | STL      | 24    | 2     | 0     | 0     | 0        | 1     | 1     | 2        | 0           | .500  | 158   | 33.1     | 32       | 5           | 22       | 1     | 5        | 24       | 2     | 0        | 24    | 23       | 6.21     | 1.62    |
| MLB：4年 | MLB：4年 | 57    | 22    | 0     | 0     | 0        | 3     | 8     | 3        | 0           | .273  | 636   | 147.2    | 115      | 21          | 81       | 4     | 10       | 152      | 4     | 0        | 73    | 71       | 4.33     | 1.33    |

- 2021年度シーズン終了時

### 年度別守備成績
| 年 度 | 球 団 | 投手（P） | 投手（P） | 投手（P） | 投手（P） | 投手（P） | 投手（P） |
| 年 度 | 球 団 | 試 合     | 刺 殺     | 補 殺     | 失 策     | 併 殺     | 守 備 率  |
| ----- | ----- | --------- | --------- | --------- | --------- | --------- | --------- |
| 2018  | STL   | 11        | 6         | 3         | 1         | 1         | .900      |
| 2019  | STL   | 13        | 3         | 4         | 0         | 1         | 1.000     |
| 2020  | STL   | 9         | 4         | 1         | 0         | 0         | 1.000     |
| 2020  | STL   | 24        | 4         | 2         | 1         | 0         | .857      |
| MLB   | MLB   | 57        | 17        | 10        | 2         | 2         | .931      |

- 2021年度シーズン終了時

### 背番号
- 62（2018年 - 2020年）
- 32（2021年）